# Parque Nacional da Floresta Petrificada
O Parque Nacional da Floresta Petrificada (em inglês:  Petrified Forest National Park),  é um parque nacional estadunidense localizado no estado do Arizona, nos condados de Apache e Navajo. A cidade mais próxima ao parque é Holbrook. 
Nomeado por seus grandes depósitos de madeira petrificada, o parque abrange cerca de 346 milhas quadradas (900 quilômetros quadrados). A sede do parque é de cerca de 26 milhas (42 km) a leste de Holbrook. O local, cuja parte norte se estende até o Deserto Pintado, foi declarado monumento nacional em 1906 e parque nacional em 1962. O parque recebeu 644 922 visitantes recreativos em 2018.
Com uma altitude média de cerca de 1 600 m, o parque tem um clima seco e ventoso com temperaturas que variam de máximas de verão de cerca de 100 °F (38 °C) a baixas de inverno bem abaixo de zero. Mais de 400 espécies de plantas, são encontradas no parque. A fauna inclui animais maiores, como coiotes e linces, muitos animais menores, como ratos, veados, cobras, lagartos, sete tipos de anfíbios e mais de 200 espécies de pássaros, alguns dos quais são residentes permanentes e muitos dos quais são migratório. Cerca de um terço do parque é designado como deserto - 50 260 acres (79 sq mi; 203 km2).

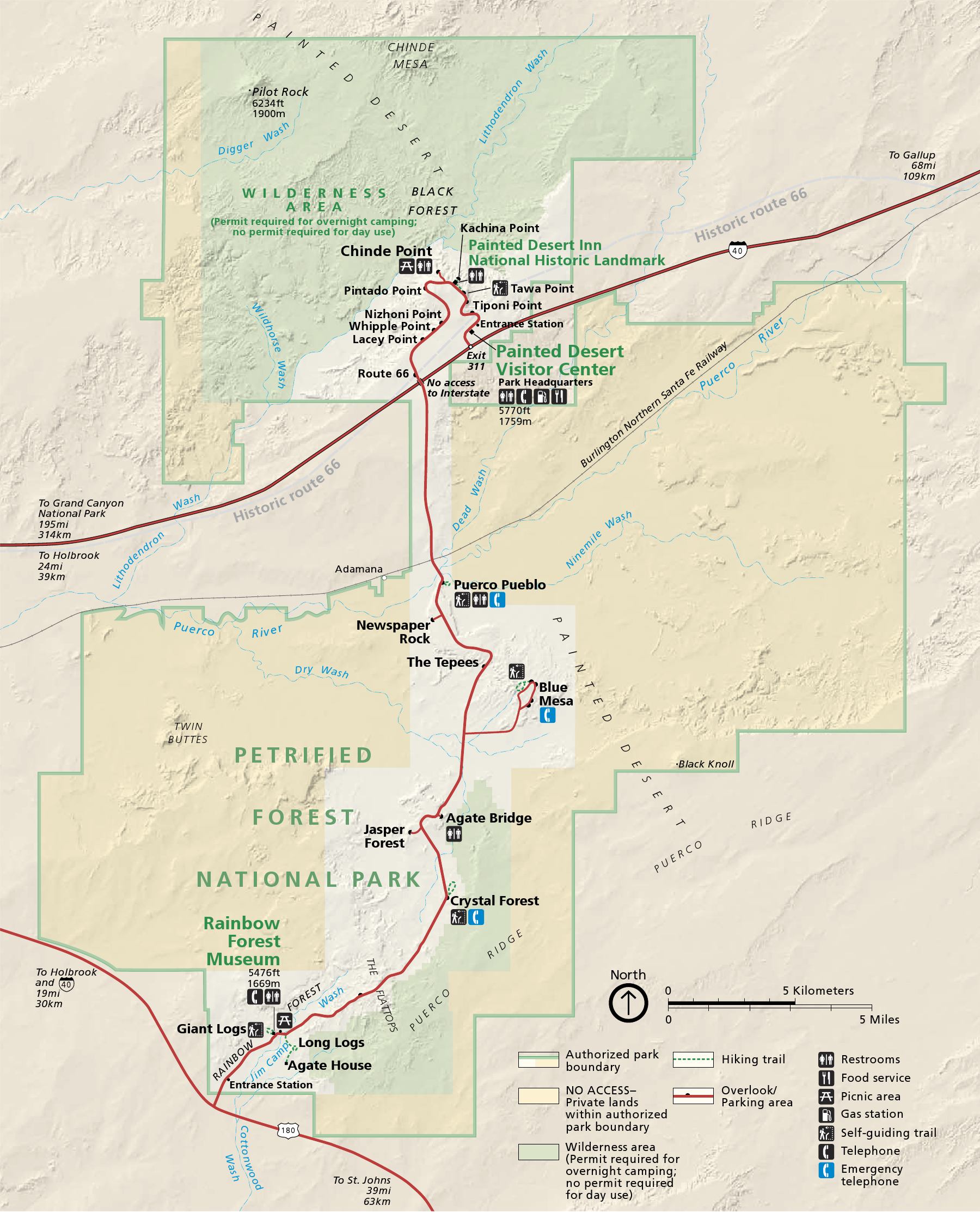
Mapa do parque

A Floresta Petrificada é conhecida por seus fósseis, especialmente árvores caídas que viveram na Época do Triássico Superior, há cerca de 225 milhões de anos. Há cerca de 60 milhões de anos, o Planalto do Colorado, do qual o parque faz parte, foi empurrado para cima por forças tectônicas e exposto ao aumento da erosão. Além de troncos petrificados, os fósseis encontrados no parque incluem samambaias do Triássico Superior, cicadáceas, ginkgoes e muitas outras plantas, bem como fauna, incluindo répteis gigantes chamados phytossauros, grandes anfíbios e primeiros dinossauros. Os paleontólogos têm desenterrado e estudado os fósseis do parque desde o início do século XX.
Os primeiros habitantes humanos do parque chegaram há pelo menos 8000 anos. Há cerca de 2000 anos era cultivando milho na área e logo em seguida foram construídas fossas na região que se tornaria o parque. Os habitantes posteriores construíram moradias acima do solo chamadas pueblos. Embora uma mudança no clima tenha feito com que o último pueblos do parque fosse abandonado por volta de 1400, mais de 600 sítios arqueológicos, incluindo pinturas rupestres, foram descobertos no parque. No século XVI, exploradores espanhóis visitaram a área e, em meados do século XIX, uma equipe dos EUA pesquisou uma rota leste-oeste através da área onde o parque agora está localizado e notou a madeira petrificada. Mais tarde, estradas e uma ferrovia seguiram rotas semelhantes e deram origem ao turismo e, antes que o parque fosse protegido, à remoção em grande escala de fósseis. O roubo de madeira petrificada continua sendo um problema no século XXI.